# Klute
Klute – thriller amerykański z 1971 roku w reżyserii Alana J. Pakuli. Pierwsza część trylogii paranoicznej.

## Obsada
- Jane Fonda – Bree Daniels
- Donald Sutherland – John Klute
- Charles Cioffi – Peter Cable
- Roy Scheider – Frank Ligourin
- Dorothy Tristan – Arlyn Page
- Rita Gam – Trina
- Nathan George – Trask
- Vivian Nathan – psychiatra
- Veronica Hamel – modelka

i inni. 

## Fabuła
John Klute jest prywatnym detektywem. Na prośbę przedsiębiorcy Petera Cable'a podejmuje się znalezienia Toma Grunemana – biznesmena z Pensylwanii i swojego przyjaciela. Jedynym tropem jest sprośny list napisany do call-girl o imieniu Bree. Klute wyrusza do Nowego Jorku, by wyjaśnić zagadkę.

## Nagrody
Oscary za rok 1971
- Najlepsza aktorka – Jane Fonda
- Najlepszy scenariusz oryginalny – Andy Lewis, David P. Lewis (nominacja)

Złote Globy 1971
- Najlepsza aktorka dramatyczna – Jane Fonda
- Najlepszy scenariusz – Andy Lewis, David P. Lewis (nominacja)